# Canadiana.org
Canadiana.org ist eine Website, die auch einfach Canadiana genannt wird. Sie ist aus dem Canadian Institute for Historical Microreproductions hervorgegangen, eine gemeinnützige Nichtregierungsorganisation, die sich zum Ziel gesetzt hatte, kanadische Quellen allgemein zugänglich zu machen.

## Geschichte
Das Canadian Institute for Historical Microreproductions wurde 1978 vom Canada Council auf der Grundlage der Empfehlungen der Commission on Canadian Studies gegründet. Die Kommission wiederum wurde von der Association of Universities and Colleges of Canada beschickt, einem Verbund höherer Bildungseinrichtungen. Unter dem Titel To Know Ourselves wurde ihr Bericht publiziert. Dieser machte zum einen auf den sich verschlechternden Zustand der Archivalien aufmerksam, zum anderen lenkte er den Blick auf die Tatsache, dass sie für die meisten Studenten und Wissenschaftler nur schwer greifbar waren, da sie in zahlreichen Archiven des riesigen Landes verstreut lagen und liegen. Zunächst sollten daher vor allem die älteren Stücke bei Library and Archives Canada als Originale oder Kopien gesammelt werden. Diese riesige Sammlung verteilte sich auf insgesamt 85 Bibliotheken und wurde von mehr als 100.000 Nutzern pro Jahr aufgesucht. Präsident war 2012 Lynn Copeland, Simon Fraser University, 2015 füllte diese Position Leslie Weir, University of Ottawa aus.
Early Canadiana Online (ECO) ist eine digitale Sammlung von mehr als vier Millionen Seiten Quellen, die in zehn digitalen Sammlungen katalogisiert vorliegen. Die dazugehörige Datenbank wurde 1999 von der Bibliothek der University of Toronto aufgebaut, der Thomas Fisher Rare Book Library. Eine Suchmaschine wurde an der University of Waterloo programmiert. Zunächst wurden vier Schwerpunktthemen eingepflegt. Diese waren englisch-kanadische Literatur, Reisen und Entdeckungen, Frauengeschichte, Geschichte Französisch-Kanadas und Ureinwohner. Inzwischen kommen die Jesuitenrelationen, das Archiv der Hudson’s Bay Company, die frühen offiziellen kanadischen Veröffentlichungen, dann Zeitungen, medizinische Fachzeitschriften und die Papiere des Generalgouverneurs hinzu. Das Material ist auf etwa 60 Millionen Seiten angewachsen, die sich auf 33 Forschungsinstitutionen verteilen und über Suchmasken der Öffentlichkeit zugänglich sind.

## Weblink
- www.canadiana.ca (engl., franz.)